# Freddie Kohlman
Louis Freddie Kohlman (* 25. August 1918 in New Orleans; † 29. September 1990 ebenda) war ein US-amerikanischer Jazz-Schlagzeuger, Sänger und Bandleader.

## Leben und Wirken
Kohlman hatte Schlagzeug-Unterricht bei Louis Cottrell, Sr. und Manuel Manetta. Zu Beginn seiner Karriere spielte er mit Armand J. Piron, Joe Robichaux, Papa Celestin und Sam Morgan. Mitte der 1930er Jahre zog er nach Chicago, wo er mit Albert Ammons, Stuff Smith, Earl Hines und Lee Collins arbeitete. Nach seiner Rückkehr nach New Orleans 1941 leitete er bis 1944 eine eigene Band. Mitte der 1950er Jahre spielte er kurze Zeit bei Louis Armstrong; auch nahm er 1953 unter eigenem Namen mit den Mardi Gras Loungers auf. Danach wurde er Drummer bei Jazz Limited in Chicago, bevor er in den 1960er Jahren abermals in seine Geburtsstadt zurückkehrte.
1969 trat er auf dem New Orleans Jazz Festival auf und präsentierte sich in den 1970er und 1980er Jahren mit eigenen Formationen und den aus Mailand stammenden Jambalaya Four auf verschiedenen europäischen Festivals. Auch tourte er mit der Preservation Hall Jazz Band. 1980 entstanden Aufnahmen mit Chris Barber und Dr. John; außerdem wirkte er bei Plattensessions von Albert Nicholas, Art Hodes, Bob Wilber, Harry Connick, Jr. und Cousin Joe mit. Der New York Times zufolge trat er auch in mehreren Filmen wie Pete Kelly’s Blues (1955) Pretty Baby (1978) und Angel Heart (1987) auf.

## Lexikalischer Eintrag
- Leonard Feather, Ira Gitler: The Biographical Encyclopedia of Jazz. Oxford University Press, New York 1999, ISBN 0-19-532000-X.